# A Moira de Silves
A Moira de Silves ou, também, Moira de Silves é uma ópera cómica em três actos e quatro cenas (quadros), da autoria de José Lorjó Tavares. A música é do Maestro Guerreiro da Costa (João Guerreiro da Costa Júnior). Foi representada pela primeira vez no Teatro da Trindade, em Lisboa, em 5 de Janeiro de 1891, durante a direcção do deputado Matoso da Câmara da sociedade proprietária do Trindade.
No Brasil, a peça terá subido ao palco nas cidades do Rio de Janeiro, São Paulo e Pernambuco, no decurso da digressão da companhia de opereta de António de Sousa Bastos, no segundo semestre de 1892, juntamente com outras peças e operetas, a saber, Burro do sr. Alcaide, Tim tim por tim tim, Miss Helyet, Grã-Duquesa (ortografia antiga: Grã-Duqueza), Huguenotes (ortografia antiga: Huguenottes), Casamento simulado, Nossos rendimentos, etc.

## Elenco (por ordem alfabética)
- A actriz Amélia Barros (ortografia antiga: Amelia Barros), nascida em Lisboa, em 9 de Março de 1842, viveu e representou durante muitos anos na Madeira e nos Açores. Regressou ao Continente, onde debutou no Porto, no Teatro do Príncipe Real, na opereta Joana do Arco (ortografia antiga: Joanna do Arco). Em Lisboa, no Teatro da Trindade, estreou-se, em 7 de Setembro de 1876, na comédia Um favor ao Procópio (ortografia antiga: Um favor ao Procopio). Desde então, teve uma carreira artística magnífica. Foi muito aclamada pelo público, aquando da sua visita ao Brasil.[4]
- A actriz espanhola Angela Peco, que se estreou, no Teatro da Trindade, em 2 de Março de 1891, no papel de Beatriz do Boccacio. Como se não salientasse, durante a sua passagem por Lisboa, em nenhuma peça, abandonou a Cena portuguesa e começou a estudar Música com esmero, partindo depois para Itália, onde se estreou como Angela Penchi.[5]
- A actriz-cantora Blanche Barbe, natural de Buenos Aires, que chegou ao Teatro de São Carlos, em Lisboa, em 1888, integrada numa companhia lírica. Daí transferiu-se para o Teatro da Trindade, onde se estreou, em 13 de Julho de 1889, fazendo o papel de Fada, em (O) Gato Preto. No mesmo palco, participou na opereta A Moira de Silves, abandonando depois Lisboa para partir para o Brasil, contratada pelo actor Guilherme da Silveira. Chegada ao Brasil, não cumpriu o contrato, empregando-se noutra empresa. No Rio de Janeiro, terá terminado os seus dias quase esquecida, embora participasse em alguns espectáculos esporadicamente. Tinha voz agradável e extensa, mas poucas qualidades artísticas e nada devia à formosura, factos que poderão ter contribuído para o seu afastamento do mundo do Teatro.[6]
- O actor Diniz Pinheiro, nascido no Porto, em 23 de Setembro de 1855.[7]
- O actor Joaquim Silva, nascido em 11 de Dezembro de 1860.[8]
- O actor Júlio Santana (ortografia antiga: Julio Sant'Anna), nascido em Sesimbra, em 6 de Novembro de 1865. Faleceu, em Pernambuco, vítima de febre amarela, aquando da digressão pelo Brasil da companhia de opereta de António de Sousa Bastos.[9]
- A actriz Mercedes Blasco, nascida Conceição Vitória Marques. Natural de Minas de S. Domingos, concelho de Mértola, no Baixo Alentejo, donde era originária a família materna, a 4 de Setembro de 1867, e faleceu, em Lisboa, a 12 de Abril de 1961.[10][11]
- O actor Queirós (ortografia antiga: Queiroz), nascido em Lisboa, em 31 de Outubro de 1832.[12]